# Big Pun
Christopher Lee Carlos Rios (Bronx, New York, SAD, 10. studenog 1971. – White Plains, New York, SAD, 7. veljače 2000.), bolje poznat po svom umjetničkom imenu Big Pun (kratica za Big Punisher), bio je američki reper i tekstopisac. Nastupao je s Fat Joe i D.I.T.C. Umro je od srčanog udara u dobi od 28.

## Diskografija

### Studijski albumi
- Capital Punishment (1998.)
- Yeeeah Baby (2000.)

## Vanjske poveznice
- Big Pun na Allmusicu
- Big Pun na Discogsu